# Nico L. Avenant
Nico Loubser Avenant (* 30. Juli 1964 in Mossel Bay, Südafrika), häufig Nico L. Avenant zitiert, ist ein südafrikanischer Mammaloge.

## Leben
Avenant erwarb 1988 seinen Bachelor-Abschluss an der Universität Stellenbosch. Von 1992 bis 1994 war er Vertragsforscher für das Umweltministerium auf der Marion-Insel, wobei er von 1992 bis 1993 das biologische Team auf der Insel leitete. 1993 erlangte er mit der Arbeit The caracal, Felis caracal caracal Schreber, 1776, as predator in the West Coast National Park den Master of Science an der Universität Stellenbosch. Von Mai bis Dezember 1994 war er Nachwuchsforscher an der Universität des Freistaates, wo er 1999 mit der Dissertation The ecology and ecophysiology of Marion Island house mice, Mus Musculus L. zum Ph.D. promoviert wurde. Seit Januar 1995 ist er Kurator, Museumswissenschaftler und Leiter der Abteilung für Säugetiere am National Museum in Bloemfontein. 
Sein Hauptforschungsgebiet sind Studien über Kleinsäuger und Raubtier-Beutetier-Beziehungen. Er war aktiv an den ersten Erhebungen für die Lesotho Highlands Development Authority beteiligt. Darüber hinaus betreute er die Projekte Conserving Mountain Biodiversity in Southern Lesotho, Baseline study for Mohale Dam, Lesotho und Monitoring programme at Mohale Dam, Lesotho. Er wirkte an einem Projekt der National University of Lesotho zur Wiederansiedelung von Säugetieren in Letseng-la-Letsie, Lesotho sowie beim Maloti Drakensberg Transfrontier Project mit. Für die Senqu Sources Protected Area führte er eine Strategische Umweltprüfung durch.
Avenant spielte auch eine wichtige Rolle bei der Entwicklung der Vertragsforschungspolitik des Nationalmuseums, bei der Erstellung des Leitfadens des Nationalmuseums zur Förderung des Zugangs zu Informationen, der Initiative zur Zusammenarbeit zwischen dem Nationalmuseum und der Universität des Freistaates sowie beim Abschluss einer Reihe von Vereinbarungen über die Nutzungsvereinbarungen von Sammlungsdaten. 
Avenant sammelte über 5000 Säugetierproben auf dem Territorium der Provinz Freistaat und im Hochland von Lesotho.
2013 war Avenant Beitragsschreiber bei Jonathan Kingdons sechsbändigem Werk The Mammals of Africa.

## Mitgliedschaften
Avenant ist Mitglied der Zoological Society of Southern Africa, Mitarbeiter beim South African Institute for Ecologists and Environmental Scientists, Berater der African Large Predator Research Unit an der Universität des Freistaates, wissenschaftlicher Mitarbeiter am Centre for Environmental Management der Universität des Freistaates, Mitglied des International Conference on Rodent Biology and Management Committee, Redaktionsbeiratsmitglied beim Open Conservation Biology Journal, Redaktionsmitglied bei der Fachzeitschrift Integrative Zoology (Journal of the International Society of Zoological Sciences) und Mitglied im Predation Management Forum of South Africa. Außerdem war er Mitglied in einer Reihe anderer Gremien, darunter Ende der 1990er Jahre in der Lesotho Mountain Research Group.